# Gaspar Vega
Gaspar Ignacio Vega (n. Córdoba, Argentina; 19 de junio de 1992) es un futbolista argentino. Juega de centrocampista y su equipo actual es Club General Caballero (JLM) de la Primera División de Paraguay.

## Trayectoria

### Inicios
Vega comenzó su carrera en las formativas del Club Atlético Belgrano de Córdoba y el Club Atlético Alumni de Villa María en Córdoba, aquí debutó en el profesionalismo en 2013, en total llegó a disputar 15 partidos y anotó un gol.

### Las Palmas
En 2015 fichó por el Club Atlético Las Palmas de su ciudad natal, en 29 partidos anotó dos goles.

### Sportivo Italiano
En 2016 llegó al Club Sportivo Italiano de la Primera C de Argentina. En total apareció en 47 partidos y anotó cuatro goles.

### Atlanta
En 2017 jugaría para el Club Atlético Atlanta de la Primera B Nacional. Anotó un solo gol en los 24 partidos que jugó.

### Rampla Juniors
En 2019 tuvo su primera experiencia internacional, fue al fútbol uruguayo para vestir la camiseta del Rampla Juniors Fútbol Club.

### Persik Kediri
En 2020 jugó para el Persik Kediri de la Liga 1 de Indonesia.

### Temperley
En julio de 2021 llegó al Club Atlético Temperley de la Primera Nacional.

### Mushuc Runa
Para la temporada 2022 se concreta se llegada al Mushuc Runa Sporting Club de la Serie A de Ecuador.

## Clubes
- Actualizado el 30 de abril de 2022

| Club                         | País          | Año           | PJ  | Goles |
| ---------------------------- | ------------- | ------------- | --- | ----- |
| C. A. Alumni                 | Argentina     | 2013-2014     | 15  | 1     |
| Sportivo Italiano            | Argentina     | 2016-2017     | 47  | 4     |
| Las Palmas                   | Argentina     | 2015-2016     | 29  | 2     |
| C. A. Atlanta                | Argentina     | 2017-2018     | 24  | 1     |
| Rampla Juniors               | Uruguay       | 2019          | 22  | 0     |
| Persik Kediri                | Indonesia     | 2020          | 3   | 1     |
| Temperley                    | Argentina     | 2021          | 19  | 1     |
| Mushuc Runa S. C.            | Ecuador       | 2022-2023     | 7   | 0     |
| Nueva Chicago                | Argentina     | 2023-2024     | 38  | 1     |
| Club General Caballero (JLM) | Paraguay      | 2025-presente |     |       |
| Total carrera                | Total carrera | Total carrera | 166 | 10    |